# 大卡拉曼河
大卡拉曼河是俄羅斯的河流，屬於伏爾加河的左支流，由薩拉托夫州負責管轄，河道全長198公里，流域面積4,260平方公里，發源自奧布什高地，河水主要來自融雪和地下水，最終注入伏爾加格勒水庫。